# Municipio de Santa María Ixcatlán
El municipio de Santa María Ixcatlán es uno de los 570 municipios en los que se encuentra dividido el estado mexicano de Oaxaca. Se encuentra al norte del estado y su cabecera es el pueblo de Santa María Ixcatlán, principal asentamiento del pueblo ixcateco.

## Geografía
El municipio de Santa María Ixcatlán se encuentra localizado en el norte del estado de Oaxaca, formando parte del Distrito de Teotitlán y de la Región Sierra de Flores Magón, siendo su extensión territorial total 177.863 kilómetros cuadrados. Sus coordenadas geográficas extremas son 17°47′ - 17°55′ de latitud norte y 97°2′ - 97°15′ de longitud oeste; su altitud va de los 700 a los 2 800 metros sobre el nivel del mar.

### Hidrografía
La hidrográfica en Santa María Ixcatlán permite que el periodo de lluvias se capte agua a través del bosque y se formen ríos intermitentes. El río Xiquila es el más grande y marca de la frontera con los pueblos de Mejía el viejo y San Juan los cúes. El río seco sirve de límite con Tecomovaca; su cauce se localiza en una barranca que lleva agua solo en épocas de lluvia. Por otra parte los afluentes subterráneos son escasos, solamente los arroyos que drenan el área son de tipo intermediente y a la mayoría desagua hacia el oeste dando lugar a una red hidrológica de tipo drendrítica cuya corriente principal es el arroyo de Ixcatlan el cual lleva agua todo el año.

### Clima
Santa María Ixcatlan el clima es semiseco templado se obtienen 700 mm con 16 o 18 grados, en la zona o semiseco semicálido llueve cerca  de 600 mm y se tiene una temperatura de 22 grados, mientras en zona seca muy cálida la precipitación media anual es de 50 mm, con 24 grados.

### Fauna
Los ixcatecos cuando iban de cacería al monte se encontraban animales como el coyote, venado, tejón, jabalí, tlacuache, conejo, ardilla, zorra tigrillo, comadreja armadillo, cuervo, chacha laca y víboras de diversas especies. En la actualidad se han conservado algunas especies.

### Territorios y colindancias de Santa Maria Ixcatlán, de Flores Magon Oaxaca
La comunidad de Santa María Ixcatlan tiene personalidad jurídica y patrimonio propio, constituido por sus tierras y recursos naturales que se posee de hecho desde tiempo inmemorial; final mente de derecho conforme al sistema jurídico de mexicano, desde la Expedición de la Resolución Presidencial de Reconocimiento  y Titulación de bienes comunales de fecha 10 de marzo de 1948, ejecutado en todos sus términos con una superficie de 41,530 hectáreas. Las tierras comunales señaladas anteriormente comprenden un total de 41,530 hectáreas a favor de la comunidad de Santa Maria Ixcatlan, misma que las declara inembargables, imprescriptibles no enajenables.
Las tierras a las que se refiere el artículo anterior, cuenta con los límites bien determinados en el acta de Ejecución ,Plano definitivo y que en términos generales son los siguientes: Partiendo del punto Denominado Cañada Tres Clavos ,punto trino entre las comunidades de Santa Maria Ixcatlan, Coixtlahuaca, y San Miguel Tequixtepec, se sigue con rumbo Nor-Oeste y distancia de 440 metros hasta encontrar la mojonera denominada Mirador Chiquito, sugetandose con rumbo general al Norte  por medio de una línea ligeramete quebrada y distancia de 11,190 metros hasta llegar al punto llamado Gandudo cuya línea corresponde a la colindancia entre Ixcatlan y Tequixtepec, quedando al oriente de la misma los terrenos comunales que se confirman y al Poniente los terrenos de San Miguel Tequixtepec en el punto señalado en último lugar es trino entre las comunidades de ,Tepelmeme, se sigue con rumbo general Nor-Este y distancia de 6,360 metros hasta llegara la mojonera denominada Cerro Tinta quedando intermedios las conocidas por los nombres de Cañada Colorada y Cerro Rabón, continuando con el mismo rumbo y distancia de 1,800 metro hasta encontrar la mojonera la Concordia, De ahí se continua con rumbo general Norte, por medio de una línea ligeramente quebrada y distancia de 7,060 metros  hasta llegar al punto denominado Mejía el Viejo habiendo pasado por la mojonera paso de monos en el mencionado punto Mejía El Viejo es trino entre las comunales de Santa Maria Ixcatlan, Tepelmeme,Mejia El Viejo y se encuentra ubicado en la ,margen derecha de Rio De Jiquila. De ahí se continua con rumbo general Nor-Este siguiendo las inflexiones  del curso sitado, Rio De Jiquila(rios abajo)y distancia aproximada mente de 10,140 metros hasta llegar al punto denominado mojonera Algalaqui ubicada muy próxima  a la confluencia de los Ríos del Del Rio De Jiquila y que sirve de trino y que sirve de trino entre las comunales que confirman los de Mejía El Viejo y los de San Juan Los Cues, quedando los primeros al Sur de la línea descrita y los de segundo al Norte,  rio por medio; se continua con rumbo Sur-Este y distancia entre 25 metros, cruzando, hasta encontrar la estación de Tránsito número 86, siguiendo con el rumbo sur y distancia de 840 metros, hasta el vértice número 845 se prosigue con rumbo Sur-Este por medio de una línea ligeramente quebrada distancia de 7,300 metros hasta llegar a la estación de tránsito número 60 y de ahí con rumbo al este con distancia de 300 metros hasta encontrar la mojonera denominada Lapos teca, que es punto trino entre los terrenos que se confirman, los de San Juan Los Cues y Santa Maria Tecomavaca, quedando al Sur-Oeste la line descrita, los terrenos de Santa Maria Ixcatlan y al Nor-Oeste los de San Juan Los Cues.
De este se sigue con rumbo general al Sur-Oeste y distancia de 4,240 metros hasta encontrar el punto denominado Portezuelo Del prosiguiendo con rumbo al Sur-Oeste, por medio de una línea ligeramente quebrada y distancia aproximadamente de 7,600 metros hasta encontrar el punto denominado Tres Clavos Vértice número 482,habiendo pasado por el punto de nombre de nombre Mesa De Cosahuico, continuando con el mismo rumbo, Mayor inflexión al este y distancia de 2,700 metros hasta encontrar la mojonera Trino Angostura, En donde termina la colindancia de Santa Maria Tecomavaca y Santa Maria Ixcatlan, quedando los ter minios del primer poblado al este y los del segundo al oeste, Este último punto está ubicado al margen izquierda de Rio Vela, y es donde principia la coincidencia con San Pedro Jocotipac de ahí se sigue con rumbo al Sur-Oeste, por toda la margen de Rio Vela, aguas arriba, siguiendo las inflexiones naturales de cause de  dicho rio y distancia aproximadamente de 7,050 metros hasta llegar a la mojonera denominada Peña Del Cavilan, que está ubicado muy próxima ala confluencia de este rio con El Rio Zapata y que es donde termina la colindancia con San Pedro Nodon, con respecto a la línea últimamente descrita De San Pedro Jocotipac, quedan al Sur-Este  y los que confirman al Nor-Este rio de por medio. Se continua por el mismo rumbo general al Sur-Oeste, por la misma margen Izquierda de Rio Aguas Arriba que en este trayecto toman el nombre de Rio De Nodon y siguiendo sus inflexiones naturales y distancia aproximada mente de 5,080 metros hasta llegar a la estación de tránsito número 398, en donde se continua siguiendo el curso del mismo rio que cambia con rumbo franco al sur y distancia de aproximada mente de 1,600 metros hasta llegar a la mojonera Montón De Piedras que es punto trino entre las comunales de San Miguel Huautla quedando los del primero al Nor-Oeste y los del segundo al Sur-Este. Dejando ya el límite natural del rio, se continua con rumbo al Sur-Oeste y distancia de 1,800 metros encontrándose la Mojonera Cerro Del Pajarito,siguiendo por el mismo rumbo y distancia de 1,820 metros hasta llegar a Tepelmeme al punto mojonera la Victoria para seguir con el mismo rumbo y distancia de 2,170 metros hasta la mojonera Cruz Del Tecojote que es punto trino entre los que se conforman los comunales de San Miguel Huautla y coixtlahuaca quedando los primeros al Nor-Oeste y los del segundo al Sur-Este.De ahí se prosigue con rumbo al Nor-Oeste y distancia de 2,600 metros hasta la mojonera La Paz continuándose con el mismo rumbo ligera inclinación Mayor al Norte y distancia de 1,70 metros hasta la mojonera La Unión habiendo quedado la intermedia la denominada fraternidad del pinto de la Union se continia con rumbo al Nor-Oeste mayor inflexion al oeste y distancia de 5,000 metros hasta llegar al punto trono denominado Cañada Tres Clavos habiendo pasado por el punto denominado la mojonera Progreso, quedando al Nor-Este la línea descrita los comunales de Santa Maria Ixcatlan y Sur-Este los de Coixtlahuca terminando en esa forma las descripción de linderos por haberse llegado el punto de su inisiacion.        
Corresponden al noroeste al municipio de Tepelmeme Villa de Morelos, al norte al municipio de Santa María Tecomavaca, al sureste al municipio de San Juan Bautista Cuicatlán, al sur al municipio de San Miguel Huautla, al suroeste al municipio de San Juan Bautista Coixtlahuaca y al oeste al municipio de San Miguel Tequixtepec.

## Demografía
La población total del municipio de acuerdo con el Censo de Población y Vivienda realizado en 2010 por el Instituto Nacional de Estadística y Geografía, es de 516 habitantes, de los que 243 son hombres y 273 son mujeres.
La densidad de población asciende a un total de 2.9 personas por kilómetro cuadrado.

### Localidades
El municipio se encuentra formado por solo dos localidades, su población de acuerdo al censo de 2010 son:
| Localidad            | Población |
| Total Municipio      | 516       |
| Santa María Ixcatlán | 506       |
| Río del Guaje        |           |

## Economía
Según datos del II Conteo de INEGI en población y vivienda 2005. La población económicamente activa es referida a 282 personas, esto quiere decir que el 60. % de la población cuenta con algún empleo; Indudablemente el 40 % esta representando por 187 personas económicamente inactivas que no tienen trabajo. Esto nos Indica que el desempleo ocupa un porcentaje relativamente bajo pero de suma importancia ya que ocasiona mayor marginación, desempleo, carencias económicas, bajo nivel de vida, etc. Aunado a esto cabe señalar que la PEA (Población económica activa) muestra un porcentaje comparativamente alto pero no muestra gran representatividad, pues en ocasiones el trabajo de las personas que conforman el PEA no adquieren un salario; o solo trabajan por periodos y adquieren productos de autoconsumo.  Según datos del II Conteo de INEGI en población y vivienda 2005. En Santa María Ixcatlán el sector primario, que es la Agricultura ocupa el 48%, esto significa que los habitantes ixcatecos acostumbran sembrar y cultivar maíz, fríjol, trigo, cebada y ocasiones calabaza, además de extraer leña del bosque para venta o uso familiar. También practican la Ganadería de forma extensiva, como el Ganado vacuno, ovino,porcino, caprino, y equino. El otro 47% de los habitantes está representado por el sector secundario que se ejemplifica en la producción de Artesanías, como es la Manufactura de sombreros, tenates, sopladores, bolsas, petates y nuevos diseños. También en este sector está incluido el Mezcal, que se extrae de las pencas del maguey papalome haciendo las destilaciones en un lugar llamado  los palenques para tal labor. por último el sector terciario ocupa el 5% y esta caracterizado por el comercio en 15 tiendas particulares.

## Organización Política
El estado de Oaxaca es pionero en materia indígena, pues en su constitución local otorga reconocimiento a los pueblos indígenas por lo que Santa María Ixcatlán ha conservando su régimen por usos y costumbres que significa que se rigen por un sistema cultural propio, eligiendo sus autoridades en asamblea general la cual la conforman todos los mayores de 18 años y hasta el 2016 se permitió la participación de las mujeres quienes estaban relegadas por el simple hecho de ser mujeres, esto fue por la presión que ejerció IEEPCO; por eso actualmente participan en la elección. 
La elección puede ser de manera directa o por ternas; debiendo considerar a personas que ya hayan desempeñado cargos que les permitieron conocer sus usos costumbres, comenzando por policías, representantes de la iglesia y de ahí con los demás cargos. Además de ser padrinos o mayordomos de cualquier festividad religiosa.
El ayuntamiento es conformado por 5 personas:Presidente Municipal, Síndico municipal, Regidor de Hacienda, Regidor de obras y educación, regidor de salud, estos cargos duran 3 años; auxiliados por un secretario municipal, tesorero municipal y policías, ellos son nombrados por un año lectivo.
Cabe mencionar que en las asambleas y asuntos importantes del pueblo se le da un lugar preferencial a los “principales”; se les denomina a las personas que han sido autoridades y que se han ganando el respeto por su desempeño y servicio. Siendo los idóneos para consultar qué solución se le da a los problemas que se presenten en la comunidad.
El comisariado de bienes comunales es otro organismo que funciona en la comunidad, quienes están al pendiente de todos los problema agrarios y está conformado por un presidente, secretario y tesorero, cada uno con sus respectivos suplentes; también hay un consejo de vigilancia integrado de la misma manera que el comisariado y son los encargados de vigilar los campos así  como los recursos y su manejo adecuado.
Es importante mencionar que todos los acuerdos o lo que se va a realizar siempre son tomados en asamblea general y no se puede desacatar.

### Representación legislativa
Para la elección de diputados locales al Congreso de Oaxaca y de diputados federales a la Cámara de Diputados federal, el municipio de Santa María Ixcatlán se encuentra integrado en los siguientes distritos electorales:
Local:
- Distrito electoral local de 4 de Oaxaca con cabecera en Teotitlán de Flores Magón.[10]

Federal:
- Distrito electoral federal 2 de Oaxaca con cabecera en Teotitlán de Flores Magón.[11]